# Paul Sprung
Paul Sprung (* 5. März 1991 in Dresden) ist ein deutscher Volleyballspieler.

## Karriere
Sprung begann seine Karriere beim VC Dresden. Dort errang er als Nachwuchsspieler mehrere deutsche Meisterschaften in unterschiedlichen Altersklassen. Nachdem er zunächst im Mittelblock gespielt hatte, kam er vermehrt auch als Diagonalangreifer zum Einsatz. Mit der deutschen Junioren-Nationalmannschaft nahm er an der Junioreneuropameisterschaft und der -Weltmeisterschaft teil. Im Sommer 2010 vereinbarte der VC Dresden eine Kooperation mit dem Bundesligisten Netzhoppers Königs Wusterhausen. Wenig später war Sprung der erste Spieler, der aus Dresden nach Brandenburg wechselte.
In der Saison 2011/12, führte er schon in seinem zweiten Jahr in der ersten Bundesliga die Statistik der direkten Blockpunkte in der Hauptrunde an und schloss am Ende der nächsten Hauptrunde als Zweiter ab.
Sprung spielte bis 2018 bei den Netzhoppers in der Bundesliga und wechselte dann zum Drittligisten PSV Neustrelitz, mit dem er 2019 Meister der Nordstaffel wurde und 2020 in die 2. Bundesliga aufstieg.